# Agostino Ciasca
Agostino Ciasca (nome secular Pasquale) (Polignano a Mare, 7 de maio de 1835 - Roma, 6 de fevereiro de 1902) era agostiniano e cardeal italiano. Ele era um distinto orientalista e arquivista dos Arquivos Secretos do Vaticano. 

## Vida
Ele recebeu o hábito da Ordem de Santo Agostinho em 1856, fez sua profissão religiosa em 1857 e em 1858 foi ordenado sacerdote. Ele estudou línguas orientais, especialmente árabe e copta .
O Papa Leão XIII confiou-lhe várias missões delicadas. Em sua ordem, além de professor de teologia dogmática, das Escrituras Sagradas e das línguas orientais, Ciasca também ocupou os cargos de prefeito de estudos, assistente geral e após procurador-geral.
Em 1866, ele obteve a cadeira de hebraico no Colégio de Propaganda e, posteriormente, participou do Concílio Vaticano I na qualidade de teólogo e como intérprete para os bispos orientais. Ele também ocupou os seguintes cargos: consultor da Congregação da Propaganda para os negócios dos ritos orientais (1872); escritor na Biblioteca do Vaticano para o árabe (1876); intérprete pontifício na Congregação da Propaganda; censor comum de livros orientais e professor de línguas orientais no Seminário Romano (1878); decano das faculdades de línguas e teologia orientais no mesmo seminário e presidente do colégio de intérpretes da Propaganda (1882); consultor do Santo Ofício (1889).
Em 1891, ele foi criado arcebispo titular de Larissa com a nomeação para o cargo de prefeito dos arquivos do Vaticano; no mesmo ano, ele foi enviado pela Santa Sé para presidir o sínodo Ruthenian em Lemberg. Em 1892, foi nomeado pró-secretário da Congregação da Propaganda (1893). Ele foi elevado ao cardinalado no consistório secreto de 19 de junho de 1899 e recebeu a igreja titular de San Calisto.

## Obras
Ele publicou (1885-1889) os fragmentos existentes de uma versão copta muito antiga do Antigo Testamento, a partir de manuscritos no Museu Borgia (Propaganda). Ele descobriu e editou (1888) uma versão em árabe do Diatessaron de Tatian, um texto de importância para a história do Cânon do Novo Testamento (cf. M. Maher, "Evidências Recentes da Autenticidade do Evangelho: Diatessaron de Tatian" Londres, 1903).
Seus principais trabalhos são:
"Examinado Critico-Apologeticum super Constitutionem Dogmaticam of Fide Catholica editam in Sessione tertia SS. Oecumenici Concilii Vaticanii", 270 pp. 8vo (Roma, 1872)
"Papi Copta do Museu Borgiano do SC de Propaganda Fide tradotti e commentati", panfleto de 55 pp. (Roma, 1881)
"Sacrorum Bibliorum Framenta Copto-Sahidica Musei Borgiani", vol. I, 4 a 225 pp., Com 8 placas (Roma, 1885 e 1889). Esses dois volumes tratam do Antigo Testamento; vol. III, lidando com o Novo Testamento (509 pp. Com 40 placas) foi publicado em 1904 por PJ Balestri.
"Tatiani Evangeliorum Harmoniae Arabicae nunc primum ex duplici codicae editit et latina translatione donavit..." in 4to, 108 pp. (Roma, 1888).